# Sunchales
Sunchales är en ort i Argentina.   Den ligger i provinsen Santa Fe, i den centrala delen av landet, 500 km nordväst om huvudstaden Buenos Aires. Sunchales ligger 98 meter över havet och antalet invånare är 18 757.
Terrängen runt Sunchales är mycket platt. Det finns inga andra samhällen i närheten.
Trakten runt Sunchales består till största delen av jordbruksmark. Runt Sunchales är det ganska glesbefolkat, med 26 invånare per kvadratkilometer.